# Antiaromaticita
Antiaromaticita je vlastnost cyklických molekul s systémem π elektronů, kdy mají tyto molekuly vyšší energii způsobenou 4n delokalizovaných elektronů (volných nebo π elektronů). Na rozdíl od aromatických sloučenin, u kterých platí Hückelovo pravidlo ([4n+2] π elektronů), jsou velmi reaktivní a nestabilní. Antiaromatické molekuly se mohou stabilizovat změnou tvaru, což vede ke ztrátě rovinné geometrie a tedy zániku některých π interakcí. Mají paramagnetický kruhový proud, zatímco u aromatických sloučenin je kruhový proud diamagnetický, což lze zjistit pomocí NMR spektroskopie.

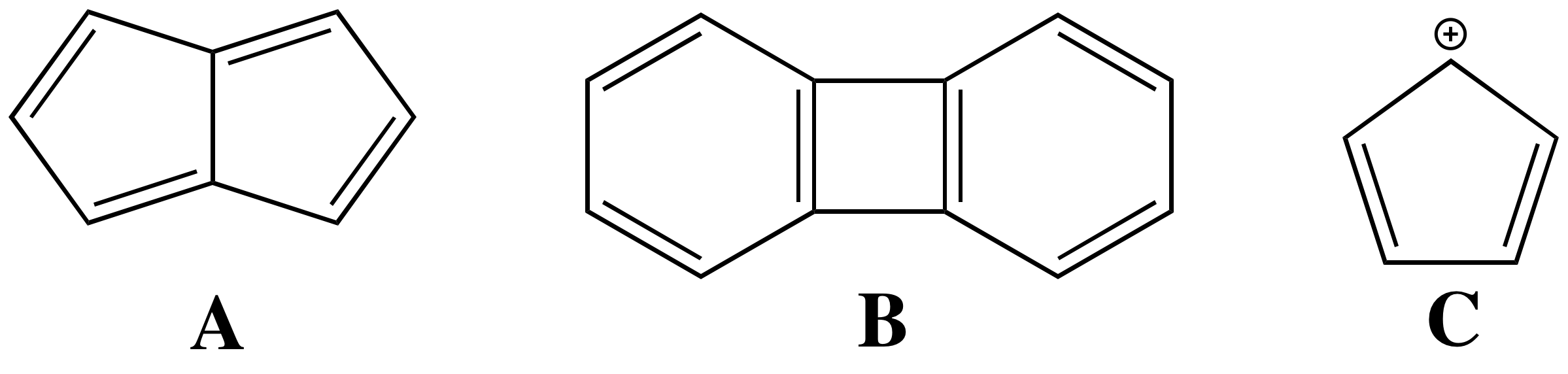
Příklady antiaromatických sloučenin: A: pentalen; B: bifenylen; C: cyklopentadienylový kation

 Mezi antiaromatické sloučeniny patří mimo jiné pentalen (A), bifenylen (B) a cyklopentadienylový kation (C). U cyklobutadienu není jasné, zda je hlavním jevem způsobujícím jeho destabilizaci právě antiaromaticita. Příkladem molekuly, u které dochází ke změně tvaru vedoucí k omezení destabilizace je cyklooktatetraen. Kdyby byla molekula rovinná, pak by v cyklu byl jediný systém osmi π elektronů, molekula však zaujímá tvar podobný lodi se čtyřmi samostatnými vazbami π. Jelikož se antiaromatické sloučeniny často rychle přeměňují a je obtížné s nimi pracovat, tak se energie antiaromatické destabilizace většinou zjišťuje pomocí simulací a ne experimentálně.

## Definice
Pojem antiaromaticita zavedl Ronald Breslow roku 1967 jako „stav, kdy cyklická delokalizace elektronů způsobuje destabilizaci“. Definice podle Mezinárodní unie pro čistou a užitou chemii (IUPAC) je následující: molekula musí být cyklická, rovinná a musí mít v cyklu zcela konjugovaný π systém, ve kterém je 4n elektronů (kde n je celé číslo). Tyto požadavky se liší od požadavků na aromaticitu tím, že u aromatických látek je počet elektronů 4n + 2. Nearomatické molekuly nejsou cyklické a/nebo rovinné, případně nemají zcela konjugovaný π systém. Rovinný tvar cyklického π systému je nutný k maximalizaci překryvu p orbitalů, které vytváří konjugovaný π systém.
Často je obtížné určit, jestli molekula je či není plně konjugovaná, pouze z její struktury: kvůli napětí mezi částmi molekuly může být konjugace narušena a ke zjištění, zda je látka skutečně antiaromatická, jsou tak potřeba další postupy.
Antiaromaticita se může projevovat kineticky i termodynamicky. Antiaromatické sloučeniny mají často značnou reaktivitu. Je také možné změřit energii cyklického konjugovaného π systému; u antiaromatické sloučeniny bude její hodnota výrazně větší než u odpovídající srovnávací sloučeniny.
Doporučuje se před prohlášením, že je nějaká látka antiaromatická, důkladně prozkoumat její strukturu. Potenciální energie molekuly by měla být zjištěna pro různé geometrie za účelem odhalení případných odchylek od rovinného tvaru.

## Využití NMR spektroskopie
Paramagnetický kruhový proud způsobený delokalizací elektronů v antiaromatických sloučeninách lze pozorovat pomocí 1H NMR spektroskopie; tento proud vede ke změně hodnoty chemického posunu vodíkových jader, například u cyklododekahexaenu má uvnitř kruhu hodnotu 5,91 ppm a vně kruhu 7,86 ppm, zatímco obvyklá hodnota u nearomatických alkenů je 4,5 až 6,5 ppm. U antiaromatických látek je tento jev méně výrazný než u aromatických sloučenin.
Mnoho aromatických a antiaromatických molekul (například benzen a cyklobutadien) je příliš malých na to, aby měly protony uvnitř kruhu, kde lze výše uvedené jevy lépe využít ke odhadu, zda je látka aromatická, antiaromatická či nearomatická.

## Příklady
I když existuje mnoho molekul, které by podle strukturního vzorce měly být antiaromatické, tak skutečně antiaromatických molekul je mnohem méně; často navíc nelze vytvořit derivát antiaromatické sloučeniny připojením antiaromatičtějších uhlovodíkových cyklů, protože by došlo ke ztrátě rovinného tvaru molekuly nebo konjugovaného π systému, čímž by se látka stala nearomatickou.

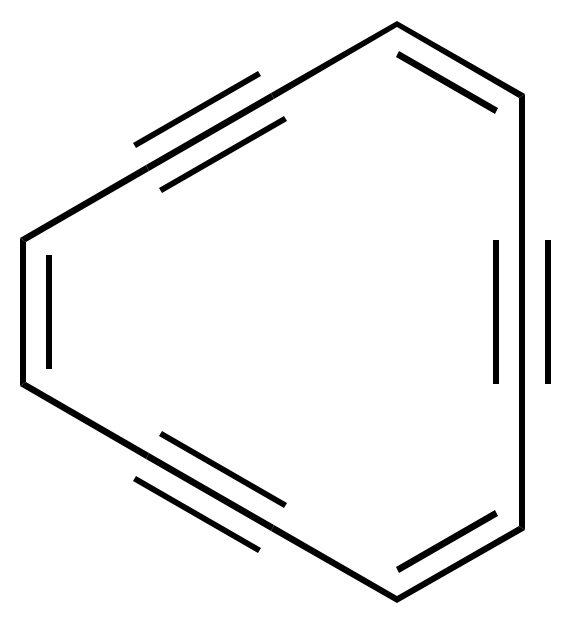
Hexadehydro-[12]anulen

Příkladem dobře prozkoumané antiaromatické sloučeniny je pentalen. Je bicyklický, rovinný a má osm π elektronů, čímž splňuje definici antiaromaticity. Jeho dianiontová a dikationtová forma jsou obě aromatické, jelikož mají 4n + 2 π elektronů.
Hexadehydro[12]anulen je, podobně jako [12]anulen, také antiaromatický. Jeho struktura byla zkoumána pomocí výpočetních metod, přičemž byla potvrzena antiaromaticita.

### Cyklobutadien
Cyklobutadien je obvykle považován za antiaromatickou sloučeninu. Měl by mít rovinnou cyklickou molekulu a 4 π elektrony v konjugovaném systému.
Bylo ovšem zjištěno, že tato látka není antiaromatická. Molekula cyklobutadienu je poněkud destabilizovaná, což se dříve přičítalo antiaromaticitě. Jeho π elektrony ovšem nejsou delokalizovány mezi dvojnými vazbami, což molekule dává tvar obdélníku místo předpokládaného čtverce. V důsledku toho se cyklobutadien chová spíše jako dva alkeny spojené jednoduchými vazbami než jako cykloalkadien, a je tak více nearomatický než antiaromatický.
I přes nepřítomnost π antiaromatické destabilizace nemá žádná podobná látka se 4n π elektrony (například cyklooktatetraen) takovou míru destabilizace, která je zde způsobena kombinací úhlového a torzního napětí a Pauliho odpuzování.

### Cyklopentadienylový kation
Cyklopentadienylový kation je rovněž ukázkovým případem antiaromatické sloučeniny. Obdobně jako u cyklobutadienu však mezi antiaromatické látky nepatří. Jeho singletový stav s nejnižší energií je antiaromatický, ovšem tripletový stav s nejnižší energií je v důsledku Bairdova pravidla aromatický, přičemž v roce 2007 bylo zjištěno, že tento tripletový stav je základní.

### Cyklooktatetraen

Cyklooktatetraen ve vaničkové konformaci

Dalším případem látky, která není antiaromatická, přestože se jako antiaromatická jeví, je cyklooktatetraen, který zaujímá vaničkovou konformaci. Jelikož jeho molekula není rovinná, tak i když má 4n π elektronů, tak tyto elektrony nejsou delokalizované a konjugované a tak není antiaromatická.

## Reaktivita
Antiaromatické sloučeniny jsou kvůli antiaromatické destabilizaci často nestabilní a značně reaktivní; například cyklobutadien se rychle dimerizuje s nulovou energetickou bariérou za vzniku tricyklooktadienu.
Antiaromaticita může též výrazně ovlivnit disociační konstantu. Lineární molekula propenu má na sp3 uhlíkovém centru pKa 44, což je způsobené rezonanční stabilizací vzniklého allylového aniontu. U obdobných cyklických systémů je rezonanční stabilizace výraznější, protože záporný náboj může být delokalizován na třech uhlících místo dvou. Cyklopropenylový anion má ale 4 π elektrony v cyklickém systému a je destabilizován kvůli své antiaromaticitě, což vede k výrazně nižší hodnotě disociační konstanty. Protože jsou antiaromatické sloučeniny nestálé a je obtížné s nimi pracovat, tak se antiaromatická destabilizační energie namísto experimentálních postupů obvykle zjišťuje pomocí výpočetních metod.
Některé antiaromatické látky, zvláště pokud mají velké cykly (u kterých má antiaromatická destabilizace menší vliv), jsou stabilní; například aromatickou sloučeninu 1 je možné zredukovat na sloučeninu 2 poměrně snadno. Antiaromatická látka 2 se přeměňuje reakcí se vzdušným kyslíkem zpět na látku 1, protože je aromatická sloučenina stabilnější.
Ztráta antiaromaticity je často hybnou sílou reakce. V následující keto-enolové tautomerizaci je enol stabilnější než původní keton, i když keton obsahuje aromatickou benzenovou skupinu (znázorněnou modře). V molekule je ovšem také laktonová skupina (znázorněná zeleně). Vliv antiaromatické destabilizace překoná i vliv ztráty aromatického benzenu.